# Иньиго Лопес де Мендоса-и-Киньонес
Иньиго Лопес де Мендоса-и-Киньонес (исп. Íñigo López de Mendoza y Quiñones; 1440 — 20 июля 1515) — испанский аристократ и военный из дома Мендоса, 1-й маркиз де Мондехар и 2-й граф де Тендилья. Он был известен как Эль Гран Тендилья. Старший сын Иньиго Лопес де Мендоса-и-Фигероа, 1-го графа де Тендилья (1419—1479), и внуком поэта Иньиго Лопеса де Мендосы, 1-го маркиза Сантильяна (1398—1458).

## Ранняя жизнь
Иньиго родился в 1440 году в Гвадалахаре, Королевство Кастилия, и получил образование вместе со своим младшим братом Диего Уртадо де Мендоса-и-Киньонес (который позже стал кардиналом) в роскошном доме своего деда. Он также получил инструкции по политическим и военным вопросам от своего отца, посла папы Пия II в совете Мантуя, и от своего дяди, могущественного кардинала Педро Гонсалеса де Мендосы.

## Биография
Сменив своего отца в 1479 году на посту 2-го графа де Тендилья, он вошел в Королевский двор в Толедо в 1480 году, чтобы продемонстрировать свою лояльность католическим монархам и предложил свои услуги для продолжающегося завоевания Гранады. Именно в Гранадской войне он впервые показал свою военную доблесть. Его племянник, Родриго Диас де Вивар-и-Мендоса, сын кардинала Педро Гонсалеса де Мендосы, воспитавший Иньиго, служил под его началом в это время. Там его звали Алькаид де Алама де Гранада, и он был вынужден за свой счет защищать эти земли от армий Мулей Хасена в 1484—1485 годах.
В 1486 году католические монархи назначили Иньиго Лопеса де Мендосу послом к папе римскому Иннокентию VIII. Во время своего пребывания в должности он реализовал очень амбициозную программу, которая включала: продвижение мирного договора между папой и Неаполитанским королевством, обновление папской буллы в пользу крестового похода 1482 года, реформирование церкви и предоставление власти назначать епископов королю. Ему также удалось добиться от папы признания внебрачных детей его дяди, кардинала Педро Гонсалеса де Мендосы. Папа Иннокентий VIII подарил графу Тендилья меч, который до сих пор можно увидеть в музее Ласаро Гальдиано в Мадриде. Находясь в Риме, граф Иньиго Лопес де Мендоса подружился с гуманистом Пьетро Мартире д’Ангьера, с которым у него будет дружба на всю жизнь, что приведет его в Испанию в качестве наставника для его детей.
В августе 1487 года он вернулся к военной кампании, на этот раз против королевства Назари в Гранаде после того, как был назван высоким аделантадо Андалусии. Здесь он участвовал во многих сражениях под командованием Гонсало Фернандеса де Кордовы.
После поражения Боабдила и завоевания Гранады зимой 1492 года король Фердинанд Католик назначил Иньиго Лопеса де Мендосу губернатором Альгамбры и генерал-капитаном Гранады.
Во время своего пребывания на посту губернатора граф Иньиго подавил первое мавританское восстание в Гранаде (1500—1502), которое было вызвано насильственным массовым обращением в другую веру, предпринятым кардиналом Франсиско Хименесом де Сиснеросом. Позже он будет командовать войсками против дальнейших восстаний в Альпухаррасе вместе с королем Фердинандом и «гран-капитаном» Гонсало Фернандесом де Кордова.
После смерти королевы Изабеллы I Кастильской в 1504 году Иньиго Лопес де Мендоса был одним из немногих дворян, наряду с будущим герцогом Альба, контролировавшим Кастилию, сохранившим верность королю Фердинанду Католику. Вспыхнула борьба против сторонников Филиппа I Кастильского. Иньиго Лопес де Мендоса впал в немилость у своего двоюродного брата Родриго Диаса де Вивар-и-Мендоса, маркиза де Сенете, и «Гран Капитана».
В сентябре 1512 года Иньиго Лопес де Мендоса получил титул маркиза де Мондехар от короля Фердинанда II Арагонского. Позже этот титул был номинально ратифицирован его дочерью и королевой Хуаной Безумной.

## Брак и потомки
Первой женой Иньиго была Мария Лассо де ла Вега-и-Мендоса. Мария была из дома Лассо де ла Вега и привезла в качестве приданого часть деревни Мондехар. Мария умерла бездетной в 1477 году, и Иньиго женился на своей второй жене, Франсиске де Пачеко-и-Портокарреро, дочери Хуана Пачеко, 1-го маркиза де Вильена. У пары было семеро детей вместе:
- Мария де Мендоса, родившаяся в 1489 году, вышла замуж за графа де Монтеагудо в 1503 году.
- Луис Уртадо де Мендоса-и-Пачеко (1489—1566), будущий 3-й граф де Тендилья, также стал другом и советником Карла V, императора Священной Римской империи.
- Антонио де Мендоса-и-Пачеко (1490/1493 — 1552), первый вице-король Новой Испании и второй вице-король Перу.
- Мария Пачеко (1496—1531), жена Хуана Лопеса де Падилья, лидера восстания коммунерос
- Бернардино де Мендоса-и-Пачеко (1501—1557), капитан галер Средиземноморья
- Франсиско де Мендоса-и-Пачеко (+ 1543), епископ Хаэна
- Диего Уртадо де Мендоса (1503—1575), поэт, прозаик и посол Карла V, императора Священной Римской империи .

## Смерть
Иньиго Лопес де Мендоса-и-Киньонес скончался в Гранаде 20 июля 1515 года, за несколько дней до этого дав свое последнее завещание Хуану де Лусу, сыну артиллериста и жителю Альгамбры Гонсало де Луса.